# Аймар, Пабло
Па́бло Се́сар Айма́р Джорда́но (исп. Pablo Cesar Aimar Giordano; род. 3 ноября 1979[…], Рио-Куарто, Кордова) — бывший аргентинский футболист, известный по своим выступлениям за такие клубы, как «Ривер Плейт», «Валенсия», «Бенфика» и др. Чаще играл на позиции атакующего полузащитника. В настоящем — главный тренер юношеской сборной Аргентины.

## Карьера

### Клубная
Пабло Аймар начал заниматься футболом в школе аргентинского клуба «Эстудиантес». Там на него обратил внимание тогдашний тренер «Ривер Плейта» — Даниэль Пассарелла, и вскоре Аймар присоединился к юниорской команде «Ривера». 11 августа 1996 года, в возрасте 16 лет, Аймар дебютировал в чемпионате Аргентины за главную команду «миллионеров» и в том же сезоне впервые за карьеру стал чемпионом страны.
Через пару лет Аймар завоевал место в основном составе «Ривер Плейта» и репутацию одного из самых одарённых футболистов Южной Америки. Играя на позиции распасовщика, Пабло часто сам завершал атаки и отличался приличной для своего амплуа результативностью — в сезоне 1999/00 молодой аргентинец забил 12 голов. Марадона восторженно отзывался об Аймаре: «Это единственный футболист, игру которого я готов смотреть за деньги. Он лучший плеймейкер Аргентины последних лет».
На рубеже веков Аймар стал целью для селекционеров многих ведущих футбольных клубов Европы. На него претендовали «Интернационале» и «Барселона», но сам Аймар выбрал «Валенсию», где тогда играли трое его соотечественников. Трансфер Аймара (24 млн долларов, или 15 млн евро) стал самым крупным в истории «летучих мышей».
В «Валенсии» Аймар сразу заявил о себе как игрок стартового состава. Он помог валенсийцам добраться до финала Лиги чемпионов 2000/01, однако там его и всю команду постигла неудача — «Валенсия», ведя в счёте по ходу игры, проиграла по пенальти мюнхенской «Баварии». В следующем сезоне с «Валенсией» Аймар выиграл чемпионат Испании, в 2004 году «летучие мыши» повторили этот успех, прибавив к испанскому титулу победу в Кубке УЕФА и Суперкубке Европы. Вклад Аймара в общие успехи был не так велик — во второй половине сезона 2003/2004 он пропустил много времени из-за травм.
В 2006 году Аймар перешёл из «Валенсии» в «Сарагосу», которая заплатила за аргентинца 11 млн евро. Официальные представители новой команды Пабло назвали этот трансфер «самым важным в истории клуба». Но надолго задержаться в столице Арагона у Аймара не получилось — в 2008 году «Сарагоса» вылетела из Примеры, и он решил сменить клуб. Новым местом работы Аймара стала «Бенфика».
7 августа 2013 Аймар перешёл в «Джохор Дарул Такзим». Контракт подписан на 2 года.
В январе 2015 года вернулся в «Ривер Плейт». Сыграв всего 1 матч в 2015 году решил завершить профессиональную карьеру в связи с травмами.

### В сборной
Аймар играл за сборные Аргентины всех возрастов и впервые добился успеха с молодёжной командой (до 20 лет), выиграв чемпионат мира 1997 в Малайзии. В 1999 году Аймар со своими сверстниками стали лучшими в Южной Америке, и в том же году Пабло впервые был вызван в основную команду сборной.
Аймар играл за Аргентину на чемпионатах мира 2002 (невыход из группы) и 2006 (вылет в четвертьфинале). Оба раза принял участие в трёх матчах. Также Аймар защищал цвета сборной во время Кубка конфедераций 2005 и Кубка Америки 2007, где аргентинцы дошли до финала и уступали там сборной Бразилии.

## Достижения

### Командные
«Ривер Плейт»
- Чемпион Аргентины (3): 1997 (Апертутра), 1999 (Апертура), 2000 (Клаусура)
- Обладатель Суперкубка Либертадорес: 1997

«Валенсия»
- Чемпион Испании (2): 2001/02, 2003/04
- Обладатель Кубка УЕФА: 2003/04
- Обладатель Суперкубка Европы: 2004
- Финалист Лиги чемпионов: 2001

«Бенфика»
- Чемпион Португалии: 2009/10
- Обладатель Кубка Португальской лиги (4): 2009, 2010, 2011, 2012

Сборная Аргентины
- Чемпион мира (молодёжные команды): 1997
- Чемпион Южной Америки (молодёжные команды): 1999
- Серебряный призёр Кубка конфедераций: 2005
- Серебряный призёр Кубка Америки: 2007

### Личные
- Обладатель Трофея ЭФЭ[12]: 2006

## Семья
Младший брат Пабло — Андрес — также является профессиональным футболистом.

## Интересные факты
- Своё второе имя — Сесар — Пабло Аймар получил в честь знаменитого аргентинского тренера Сесара Луиса Менотти[3]
- В 1999 году Аймар поступил в университет на медицинское отделение, но был вынужден бросить учёбу из-за нехватки свободного времени[3]
- 12 апреля 2006 года Аймар был госпитализирован с острой формой вирусного менингита, что не помешало ему уже через две недели выйти на поле и отличиться в матче против «Алавеса»[13]
- Лионель Месси признался, что Пабло является его кумиром[14]